# Німмі
Німмі ( англ.  Nimmi ) , справжнє ім'я Наваб Бано (18 лютого 1933 [1] , Агра - 25 березня 2020 [2] , Мумбаї [2] ) - Індійська актриса , що знімалася в фільмах х та на початку 1960-х років. Була однією з провідних акторок «золотої ери» Боллівуду . Набула популярності, граючи енергійних сільських красунь, а також знімалася у таких жанрах, як фентезі та соціальні драми

## Біографія
Народилася в Агрі 18 лютого 1933 або 1932, при народженні отримавши ім'я Наваб Бану. Її матір'ю була куртизанка-мусульманка Вахідан Балі, яка знялася у кількох фільмах на панджабі у 1930-х роках, а батьком – військовий підрядник Абдул Хакім. Коли їй було 11 років, її мати померла, і Німмі переїхала до Абботтабада , щоб жити зі своєю бабусею по материнській лінії. Після поділу Індії в 1947 році, коли Абботабад відійшов до Пакистану , Німмі та її бабуся переїхали в Бомбей . Тут жила її тітка Джоті, яка була колишньою актрисою, і її чоловік Дж. М. Дуррані [en] , тоді відомий співак і композитор [3] [4] .
У Бомбеї на зйомках фільму Andaz (1949) Мехбуба Хана [en] , який раніше працював з її матір'ю, дівчина зустріла Раджа Капура , який взяв її на другу жіночу роль у свій фільм «Сезон дощів» [en] . Він же дав їй псевдонім Німмі . Її дебютний виступ у ролі наївної пастушки, закоханої в безрозсудного міського піжона, визначив її подальший образ у кіно [5] . Вона часто грала другу скрипку поруч із популярними актрисами свого часу і зарекомендувала себе в ролі нещасної закоханої чи зухвалої сільської красуні [6] .
За «Сезоном дощів» пішов Sazaa (1951) із Дівом Анандом у головній ролі. У тому ж році вона знялася разом з Діліпом Кумаром та Ашоком Кумаром у фільмі Нітіна Боса [en] Deedar . Наступного року вона знову працювала з Діліпом Кумаром у таких фільмах, як Daag Амії Чакраварті [en] та амбітному «Честь» ( англ.  Aan ) Мехбуба Хана [4], у якому вона зіграла сільську дівчину Мангалу На той час її популярність була настільки велика, що в «Честь» було додано розширений епізод сну, оскільки дистриб'ютори вважали, що її персонаж вмирає зарано. Крім Індії фільм був випущений в Англії під назвою « Дика принцеса » і Франції як « Мангла, дочка Індії » [6] . В інтерв'ю 2013 року на Rajya Sabha TV [en] , актриса розповіла, що на лондонській прем'єрі фільму вона отримала чотири пропозиції про зйомки в Голлівуді , у тому числі від Сесіла Б. Деміля [5] .
Серед інших відомих фільмів Uran Khatola (1955), Bhai-Bhai (1956), Kundan (1955) і Akashdeep (1965). Вона була першим вибором на головну жіночу роль у фільмі Sadhna (1958) Б. Р. Чопри [en] , але відмовилася грати повію, після чого роль дісталася Віджаянтімале і принесла їй премію Filmfare [7] [8] . Сама ж Німмі номінувалася на Filmfare лише один раз - за роль другого плану у фільмі " Моя кохана " [en] (1963) [9] . Іншою гарною пропозицією від якої актриса відмовилася був трилерWoh Kaun Thi? (1963). Вона також мала зіграти головну роль у фільмі Umrao Jaan О.
але той так і не був знятий [8] .
З появою нових героїнь у 1960-х кар'єра Німмі пішла на спад [7] . Її останньою роботою в кіно став Love And God К. Асіфа —  переказ історії Лейли і Маджнуна . Асіф почав проект у 1963 році, але через рік помер обраний на головну чоловічу роль Гуру Датт . Його замінив Санджів Кумар, але зйомки зупинилися через фінансові проблеми. У результаті фільм вийшов на екрани тільки в 1986 році, вже після смерті Асіфа і Кумара, переживши кілька змін як в акторському складі, так і на знімальній групі [4] [7] [8] .
У 1965 році Німмі залишила кіно, вийшовши заміж за сценариста С. Алі Раза , який працював у фільмах Mehboob Studios. Вони прожили разом аж до смерті Рази в 2007 [4] . У пари не було дітей, крім усиновленого онукового племінника Німмі [8] .
Актриса померла у своїй резиденції в Мумбаї 25 березня 2020 року у віці 88 років.